# ضميده
ضميدة أو الضميدة هي قرية بدوية تقع في منطقة «الظهرة» قرب كوكب أبو لهيجاء وبنفوذ المجلس الإقليمي مسجاف على شارع رقم 784 بين كوكب أبو الهيجاء وكفر مندا وشفاعمرو واعبلين وبئرالمكسور، وهي تطل على خليج حيفا وراس الناقورة وجبال الناصرة، يصل عدد سكان القرية نحو 463 مواطن حسب الدائرة الإسرائيلية للإحصاء عام 2015 وهم ما تبقى من عشيرة الحجيرات التي سكنت في الأربعينات من القرن الماضي سويا وفي تلك السنوات اشترت بعض العائلات 1875 دونماً في أرض المكسور والمكمان وكانت العشيرة برمتها تحتكم لمختار واحد تنتشر منطقة نفوذها على 1000.

## تاريخ القرية
نشأت القرية في القرن ال 17 ولكن تم الاعتراف بها كقرية فقط في يوم 2 كانون الثاني عام 1995 من خلال نضال لجنة الاربعين، تم الاعتراف بقرية الضميدة من قبل الدولة، وصودق على خريطتها الهيكلية في كانون الأول عام 1998 حيث شملت هذه الخريطة مساحة 650 دونماً، تمتد من التل إلى وادي عبلين.
وقد تم ضم القرية إلى المجلس الإقليمي «ميسچاڤ»، وتم تعيين بعض من سكان هذه القرية أعضاء لجنة المجلس البلدي كحلقة اتصال مع السلطات.

## تسمية
ان ضميده كانت طريق للتجار إلى عكا وبلاد الشام وفيها عين ماء كان يقيل التجار بجانبها وكانوا يسعفون إذا كان هناك جرحى ويضمدوا جراحهم ومن هنا جاء الاسم.